# Intraossøs infusion
Intraossøs infusion (IO) er processen hvorved medicin eller væske injiceres direkte ind i marven på en knogle. Dette giver en ikke-sammenklappelig adgang til blodkredsløbet.